# Comuna Svîdnîțea, Iavoriv
Svîdnîțea (în ucraineană Свидниця) este o comună în raionul Iavoriv, regiunea Liov, Ucraina, formată din satele Boja Volea, Kohanivka, Ruda Krakovețka, Svîdnîțea (reședința) și Vovcea Hora.

## Demografie
Componența lingvistică a comunei Svîdnîțea
     Ucraineană (99,29%)
     Alte limbi (0,65%)
Conform recensământului din 2001, majoritatea populației comunei Svîdnîțea era vorbitoare de ucraineană (99,29%), existând în minoritate și vorbitori de alte limbi.